# Роща (Калузька область)
Роща (рос. Роща) — село в Таруському районі Калузької області Російської Федерації.
Населення становить 212 осіб. Входить до складу муніципального утворення Село Роща.

## Історія
Від 2004 року входить до складу муніципального утворення Село Роща

## Населення
| 2002 | 2010 |
| ---- | ---- |
| 231  | ↘212 |